# Clarias gariepinus
El  bagre de dientes afilados (Clarias gariepinus) es una especie de pez de la familia Clariidae en el orden de los Siluriformes.

## Morfología
• Los machos pueden llegar alcanzar los 170 cm de longitud total y los 60 kg de peso.

## Distribución geográfica
Se encuentran en África, Jordania, Israel, el Líbano, Siria y el sur de Turquía. Introducido en otros países de Eurasia así como en Brasil y la Argentina.